# Adrian Fein
Adrian Fein (Múnich, 18 de marzo de 1999) es un futbolista alemán que juega de centrocampista en el SSV Jahn Regensburg de la 3. Liga de Alemania.

## Trayectoria
Comenzó a jugar al fútbol cuando tenía cuatro años en Daglfing en el SV Helios, un club del distrito de Múnich. Después de un año en el TSV 1860 Munich, llegó al Bayern de Múnich a la edad de siete años, donde se formó durante once años.
Después de perder la final del Campeonato alemán juvenil en Dortmund en mayo de 2017 con los juveniles del Bayern de Múnich en la tanda de penaltis contra el anfitrión Borussia Dortmund, Fein fue ascendido para jugar con el filial en la temporada 2017-18 pero realizando la pretemporada con el primer equipo del conjunto alemán. Con la excepción de algunos partidos, que se perdió debido a una lesión, fue un habitual en el segundo equipo, jugó 27 partidos de liga regional y anotó un gol. Como subcampeón, Fein se perdió la delegación de ascenso a la tercera división con el equipo nueve puntos detrás del TSV 1860 Munich debido a otra lesión. Durante las vacaciones de invierno de esa temporada viajó con el equipo profesional del Bayern de Múnich al campo de entrenamiento en Catar y llegó a jugar un partido amistoso contra el KAS Eupen. Durante el transcurso de la temporada también jugó partidos individuales para los juveniles.
En julio de 2018 firmó un contrato profesional con el Bayern de Múnich que se extendía hasta 2021. Después de otras seis apariciones en la Regionalliga, fue cedido al club de segunda división SSV Jahn Regensburg en septiembre hasta el final de la temporada 2018-19 con el fin de obtener experiencia en el fútbol profesional. En Ratisbona, Fein jugó 21 partidos en segunda división con Achim Beierlorzer (12 en el once inicial).
Para la temporada 2019-20 fue cedido al Hamburgo S. V. por un año. La campaña siguiente volvió a ser prestado, marchándose al PSV Eindhoven de la Eredivisie neerlandesa. Acumuló una nueva cesión en el curso 2021-22, esta vez en el SpVgg Greuther Fürth. Esta se canceló a finales de enero para que completara la temporada en el Dinamo Dresde.
En agosto de 2022 abandonó definitivamente el conjunto muniqués para volver a los Países Bajos de la mano del Excelsior Róterdam, equipo con el que firmó por dos años.

## Selección nacional
Fein jugó cuatro veces para la sub-18 y siete veces para la selección sub-19, con la que no pudo clasificarse para el Campeonato Europeo sub-19 de Finlandia 2018. El 12 de octubre de 2018 hizo su debut con la selección sub-20, jugó los últimos minutos del partido contra el equipo sub-20 de Países Bajos en Meppen, aquel partido acabó con empate 1-1.

## Estadísticas

### Clubes
Actualizado al último partido disputado el 25 de enero de 2023.
| Club                              | Div.          | Temporada     | Liga  | Liga  | Copas nacionales | Copas nacionales | Copas internacionales | Copas internacionales | Total | Total |
| Club                              | Div.          | Temporada     | Part. | Goles | Part.            | Goles            | Part.                 | Goles                 | Part. | Goles |
| --------------------------------- | ------------- | ------------- | ----- | ----- | ---------------- | ---------------- | --------------------- | --------------------- | ----- | ----- |
| Bayern de Múnich II · Alemania    | 4.ª           | 2017-18       | 27    | 1     | ―                | ―                | ―                     | ―                     | 27    | 1     |
| Bayern de Múnich II · Alemania    | 4.ª           | 2018-19       | 6     | 1     | ―                | ―                | ―                     | ―                     | 6     | 1     |
| SSV Jahn Ratisbona · Alemania     | 2.ª           | 2018-19       | 21    | 0     | 0                | 0                | ―                     | ―                     | 21    | 0     |
| SSV Jahn Ratisbona · Alemania     | Total club    | Total club    | 21    | 0     | 0                | 0                | 0                     | 0                     | 21    | 0     |
| Hamburgo S.V. · Alemania          | 2.ª           | 2019-20       | 31    | 1     | 2                | 0                | ―                     | ―                     | 33    | 1     |
| Hamburgo S.V. · Alemania          | Total club    | Total club    | 31    | 1     | 2                | 0                | 0                     | 0                     | 33    | 1     |
| Bayern de Múnich II · Alemania    | 3.ª           | 2020-21       | 1     | 1     | ―                | ―                | ―                     | ―                     | 1     | 1     |
| Bayern de Múnich II · Alemania    | Total club    | Total club    | 34    | 3     | 0                | 0                | 0                     | 0                     | 34    | 3     |
| PSV Eindhoven · Países Bajos      | 1.ª           | 2020-21       | 13    | 1     | 2                | 0                | 3                     | 0                     | 18    | 1     |
| PSV Eindhoven · Países Bajos      | Total club    | Total club    | 13    | 1     | 2                | 0                | 3                     | 0                     | 18    | 1     |
| SpVgg Greuther Fürth · Alemania   | 1.ª           | 2021-22       | 3     | 0     | 1                | 0                | ―                     | ―                     | 4     | 0     |
| SpVgg Greuther Fürth · Alemania   | Total club    | Total club    | 3     | 0     | 1                | 0                | 0                     | 0                     | 4     | 0     |
| Excelsior Róterdam · Países Bajos | 1.ª           | 2022-23       | 14    | 0     | 1                | 0                | ―                     | ―                     | 15    | 0     |
| Excelsior Róterdam · Países Bajos | Total club    | Total club    | 14    | 0     | 1                | 0                | 0                     | 0                     | 15    | 0     |
| Total carrera                     | Total carrera | Total carrera | 116   | 5     | 6                | 0                | 3                     | 0                     | 125   | 5     |

## Palmarés

### Campeonatos nacionales
| Título                | Equipo              | País     | Año     |
| --------------------- | ------------------- | -------- | ------- |
| Regionalliga Bayern   | Bayern de Múnich II | Alemania | 2018-19 |
| Supercopa de Alemania | Bayern de Múnich    | Alemania | 2020    |
| 1. Bundesliga         | Bayern de Múnich    | Alemania | 2020-21 |
| Supercopa de Alemania | Bayern de Múnich    | Alemania | 2022    |

### Campeonatos internacionales
| Título              | Equipo           | Sede     | Año  |
| ------------------- | ---------------- | -------- | ---- |
| Supercopa de Europa | Bayern de Múnich | Budapest | 2020 |